# Pseudomyrmex alternans
Pseudomyrmex alternans is een mierensoort uit de onderfamilie van de Pseudomyrmecinae. De wetenschappelijke naam van de soort is voor het eerst geldig gepubliceerd in 1936 door Santschi.